# Mocoretá
Mocoretá är en ort i Argentina.   Den ligger i provinsen Corrientes, i den nordöstra delen av landet, 400 km norr om huvudstaden Buenos Aires. Mocoretá ligger 52 meter över havet och antalet invånare är 6 088.
Terrängen runt Mocoretá är mycket platt. Närmaste större samhälle är Chajarí, 14,7 km söder om Mocoretá. 
Trakten runt Mocoretá består i huvudsak av gräsmarker. Runt Mocoretá är det glesbefolkat, med 15 invånare per kvadratkilometer.